# Sabáudia
Sabáudia is een gemeente in de Braziliaanse deelstaat Paraná. De gemeente telt 5.642 inwoners (schatting 2009).